# 最後通牒ゲーム
最後通牒ゲーム（さいごつうちょうゲーム、英: Ultimatum game）は、実験経済学におけるゲーム。経済ゲームの中で最も有名なゲームの1つである。
社会学において、利益を得られる状況であっても不公平を嫌がることで知られる。

## 概要
経済学のみならず様々な分野においてよく用いられる実験パラダイムであり、「人間を対象としたあらゆる実験の中で、もっとも頻繁に行われるものに入る」と評される。

## ルール
以下のルールで行う。
1. 2人のプレイヤーを提案者[注 1]と応答者[注 2]に分ける。
2. 提案者は両者の報酬取り分を応答者に提示する。
3. 応答者は提示された報酬取り分案を受け入れるか拒否するか選べる権利がある。
  - 受け入れる場合: 両者が提案された報酬取り分をそれぞれ受け取る。
  - 拒否した場合: 両者はどちらも報酬は受け取れない。

提案者と応答者は互いに面識がなく、ゲーム中もゲームが終わった後も面識を持たない。

## ゲーム理論における最適解
ゲーム理論におけるナッシュ均衡を考慮すれば、応答者はいかなる場合も受け入れ、提案者は自分の報酬取り分を最大値にすることが最適解となる。
例えば、「1000円を分ける」と言った場合、提案者は自分が999円、応答者が1円という取り分を提示する。

## 実験

最後通牒ゲームにおけるケース分岐図
F:公平な提案
U:不公平な提案
A: 応答者受け入れ
R:応答者拒否

このゲームは、世界各国で何度も実験が行われている。しかしながら、上述のゲーム理論上の最適解が標準的に成立した例は見つかっていない。
例えば、「1000円を分ける」と言った場合、提案者が提示するのは以下の2つに大きく分けられる。
- 公平な提案:各500円で折半する。
- 不公平な提案:提案者が800円、応答者が200円のように応答者の受け取り額を少なめに提示する。

前者は公正感があり、後者は提案を拒否した場合に応答者は1円も入手できないことから相手の足元を見た提案とも言え、人間の正邪両面を反映しているという意見もある。ただし、後者の例でも提案者が999円で応答者が1円といったような極端な例は多くは見られない。
実験では応答者が極端に少ない報酬でも喜んで受け入れたのは6歳以下だけであった。多くの場合、極わずかな報酬を得るよりは「強欲な」提案者が報酬を得ることを阻止するよう行動する。
不公平な提案をされた場合に自らの報酬を捨てて取り分を捨ててでも拒否するという強い行動を選択する、不公平な振る舞いをした者へ罰を与える行動は、多くの文化に共通してみられる。こういった自分の報酬を捨ててでも不公平な振る舞いをした相手に罰を与えるという強い行動の原動力の1つは「怒り」ではないかと言われている。実験後のアンケートでは「不公平な提案を拒否した応答者は、提案者の強欲さへの怒りや不公平な提案者に罰を与えたい」という気持ちを表明していた。 
また、ここでの「不公平さ」は客観的なものではなく、応答者の主観的なものである。応答者が提案者にメッセージを発信できるようにした実験では、不公平な提案をされた応答者は非常に強い怒りや嫌悪の感情を表明する。ゲーム参加者へのアンケート調査だけではなく、最後通牒ゲーム中の脳活動を調べた研究においても、不公平な提案を受けた応答者は怒りや嫌悪などのネガティブな強い感情に関連するとされる島皮質前部の活性化が見られた。

## 関連実験
- 一方的最後通告ゲーム（英語版） - 応答者が拒否した場合でも提案者は自分が提案した報酬取り分案は受け取れる。応答者による拒否は提案者の利益に損害を与えられないため、社会的選好では拒否が生じることを説明できない。